# Christian Weiß (Politiker, 1898)
Christian Weiß (* 3. Juli 1898 in Frankfurt am Main; † 5. Oktober 1977 ebenda) war ein deutscher Kommunalpolitiker (SPD).

## Leben
Weiß war während der Weimarer Republik Mitglied der Gewerkschaft und Sekretär des Reichsbanners Schwarz-Rot-Gold, einem politischen Wehrverband zum Schutz der demokratischen Republik, in Frankfurt. 1933 eröffnete er einen Kolonialwarenladen. Nach der Machtergreifung der Nationalsozialisten ging er zunächst in den Untergrund und wurde Teil einer sozialdemokratischen Widerstandsgruppe um Paul Apel. Ab 1936 war er als Mechaniker bei Telefonbau und Normalzeit tätig.
1945 wurde Weiß von der amerikanischen Militärregierung als Kommandant des Internierungslagers Frankfurt eingesetzt. Von 1959 bis 1963 war er letzter Direktor der Trümmerverwertungsgesellschaft.
1946 gründete Weiß den SPD-Bezirk Frankfurt-Nordend. Von 1946 bis 1964 war er für die SPD Stadtverordneter in Frankfurt. Nach seiner Pensionierung initiierte Weiß ab 1966 die Reorganisation des Reichsbanners. Ursprüngliches Ziel von Weiß war, im Rahmen des Bundesentschädigungsgesetzes Wiedergutmachungsansprüche gegenüber den Behörden geltend zu machen. Von 1968 bis 1969 sowie von 1970 bis 1972 war er schließlich Bundesvorsitzender des Reichsbanners. Anschließend wurde er zum Ehrenvorsitzenden ernannt.

## Ehrungen
- Römerplakette der Stadt Frankfurt am Main in Silber
- Ehrenplakette der Stadt Frankfurt am Main (1963)
- Bundesverdienstkreuz am Bande (1970)
- Ehrenbrief des Landes Hessen